# Acuna
ACUNA es el nombre común y abreviatura de la Asociación Cubana de Navarra, a veces representada en la prensa como Acuna.  Es una organización que busca enviar medicamentos y útiles a presos políticos en Cuba, y ayudar a nuevos inmigrantes cubanos en Navarra, fundada a raíz de las protestas en Cuba de 2021.  En 2022, la presidenta de Acuna era Doramis Larralde y el vicepresidente era Lázaro Luis Pons Pérez.
Acuna organiza actos y manifestaciones o concentraciones contra el gobierno de Cuba, las cuales Acuna alega hacer con autorización de la Delegación del Gobierno.  ACUNA ha participado en mesas de trabajo con el Parlamento de Navarra para discutir asuntos cubanos.  En 2022, responsables de Acuna indicaron que su organización carecía de vinculación con partidos políticos españoles ni con entidades de los Estados Unidos, y que no recibían fondos de ningún ente nacional ni internacional.
El Ayuntamiento de Pamplona reconoce a Acuna como asociación que trabaja en el ámbito de la diversidad cultural.